# 桔梗 (犬夜叉)
桔梗是高橋留美子的漫畫作品《犬夜叉》中登場的女性角色之一，動畫版配音員為：日高範子（日本）／王瑞芹（台灣）／鄭家蕙（香港）。

## 名字意涵
桔梗的花语如下：
- 永恒的爱、不变的爱、永世不忘的爱（红色）
- 诚实、柔顺、悲哀、直接而毫不隱瞞

桔梗花的花語是永恆的愛、絕望的愛，永恆與絕望是互相矛盾的，但為什麼同時出現在桔梗花的花語。
關於桔梗花有一個傳說，可能與創造桔梗這個角色有關：
從前有一個村莊，住著一位叫桔梗的少女，她父母都已逝世，獨自一人，有個天天跟她在一起的少年。
少年說：「桔梗啊，我長大了，要跟妳結婚」
桔梗也說：「我長大了也要跟你結婚」幾年後，桔梗長成了漂亮的姑娘，而少年也長成英俊的青年。
但是，青年為了捕魚，不得不出海到很遠的地方去。桔梗等著深愛的青年，等了十年也沒回來，桔梗越看大海越傷心於是到廟裡祈求神靈，讓她能心情平靜放棄思念，神靈說：「都已經過這麼久了，妳就放棄吧！」。可是，桔梗還是無法放棄思念。
神靈說：「妳無法忘懷，我要給妳定下不能忘記青年的罪」。於是桔梗的眼睛慢慢的閉上，身體變成了花，後來人們就將它取名為桔梗花了。
傳說桔梗花開代表幸福再度降臨。可是，有人能抓住幸福，有的人卻註定無緣。於是桔梗有著雙層含義(花語)永恆的愛和絕望的愛。

## 劇情表現
桔梗，日本漫畫家高橋留美子著名作品《犬夜叉》中的女性角色，為女主角日暮籬的前世。來自武藏國楓之村，負責守護及淨化四魂之玉的巫女，以強大的靈力與精準的箭術擊退對四魂之玉虎視眈眈的妖怪們。家中成員只有唯一的妹妹楓，父母不明。
通常身著傳統的巫女服，打了個蝴蝶結的紅線圍繞在胸前。偶爾會更換斗笠以及蓑衣樣貌，生前曾穿過白色浴袍裝，由頸至腳包得密密實實，是個很保守的女性。
續篇《半妖的夜叉姬》中除了回想場面出場之外，在第四集以「時代樹的精靈」所創造的擬態登場。

### 生平
桔梗是守護四魂之玉的巫女，擁有強大的靈力以及冷靜的思考和判斷，通常只要一支破魔之矢就能消滅前來搶玉的妖怪。因其能力強大與為人清高而被年齡相仿的黑巫女樁所嫉妒，黑巫女椿認為自己比桔梗更有資格守護四魂之玉，因此以式神大蛇攻擊桔梗，卻被桔梗詛咒反彈。儘管桔梗深受人民敬愛以及年幼的妹妹崇拜，但是內心卻是孤寂的，心底渴望擁有平凡女性的幸福。
直到前來搶玉的半妖犬夜叉出現，桔梗體會到他與自己的處境相似，心生同理，發展出一段曖昧關係。某天，桔梗收留了重傷殘廢的強盜鬼蜘蛛，將其藏在山洞裡救治，鬼蜘蛛對桔梗這善良美麗的巫女先是卑微的抗拒後轉為抱有骯髒的慾望，希望將桔梗佔為己有，最終將身體奉獻給妖怪們，卻失去了主控權，變成了奈落。
此時的犬夜叉答應桔梗使用四魂之玉成為人類的請求，而桔梗也承諾將卸下巫女一職變成普通的女人，與犬夜叉一起活下去。然而在約定好交付四魂玉給犬夜叉許願變成人類的那一天，犬夜叉遭受奈落變成的桔梗欺騙，前去搶玉。而桔梗也因為奈落變化的犬夜叉，肩膀受了重傷，在看到因受到欺騙而前去奪玉的犬夜叉後，狠下心射出封印之箭。
桔梗最後因為力竭無法殺掉犬夜叉，將他封印在肉體永遠不會腐壞的御神木上，自己也為了讓四魂之玉消失，帶著對犬夜叉的愛恨與對命運的無奈，和四魂之玉一同火化而去，得年18歲。

### 復甦
五十年後，桔梗被妄想得到四魂之玉的鬼婆──裡陶，使用妖術企圖復活。並捉來其轉世的日暮籬，用妖術逼出靈魂注入陶土製成的桔梗身軀，原本裡陶是冀望桔梗能夠幫她搶奪四魂之玉，沒想到桔梗在復活後仍然保有自己的意識，並且使用靈力摧毀裡陶，然而因為桔梗攻擊犬夜叉，日暮籬受到刺激，本能從桔梗身上抽回靈魂，導致桔梗日後必須依賴死魂蟲蒐集死亡少女的靈魂，注入陶土之軀才能自由行動。
桔梗復活之後一直對五十年前的誤會還是抱持恨意，甚至有想拉犬夜叉下地獄的念頭，也對被轉世阿籬“取代”了陪伴犬夜叉與守護四魂之玉的角色而心生不滿，因此於此時經常對阿籬展現出不屑，並且因為嫉妒犬籬關係，企圖將阿籬扔下瘴氣山谷，但在解開誤會，以及了解身為死人的自己已無法回歸人群，犬夜叉也已經與日暮籬擁有羈絆，最終放棄帶犬夜叉下地獄，獨自一人踏上打倒奈落的旅程。其中，小刀版桔梗與態度冷淡刻薄屬於動畫原創。
復活後的桔梗雖然得依靠死魂才能移動，但仍然保有非凡的靈力和十足的箭矢威力，並且在《犬夜叉》中，只有她和奈落是「四魂皆滿」 （以及奈落由愛生恨），使奈落將桔梗視為非常強勁的敵人；以漫畫31集聖大人篇章為例，受了重傷的桔梗，還是能在召喚式神保護村民的同時，引導阿籬來幫助自己；並且在只靠著靈魂戰鬥的情況下，僅以一支箭就消滅了阿毘姬的妖鳥大軍，讓阿毘姬敗退。
《白靈山》篇是桔梗重要的心理轉折。復活後的她對生的執著與自己的命運感到迷茫，在遇見做盡壞事後瀕死卻害怕死後遭到懲罰的惡人勘助、身為善良大夫卻得極力壓抑自己的黑暗面的七人隊隊員睡骨、以聖人聞名卻因臨死前對生留戀而自認罪惡的亡魂白心上人後，終於解開對於生死與命運的心結，決定暫時隱藏對犬夜叉的情感而專注在保護人類與擊倒奈落。然而該篇結尾被增強妖力的奈落所重創，從懸崖上掉入充滿瘴氣的河流中。最後由自己的式神指引阿籬來到自己所在的地方，藉由她的靈力所救，因此放下了身為情敵的敵意，但體內仍然逐漸被瘴氣侵蝕。
在被奈落利用過的琥珀自願跟隨她且表示願意犧牲自己的四魂之玉碎片以打倒奈落時，桔梗不斷地對得要利用他的性命感到抱歉，並試著找出能不用犧牲琥珀又能打敗奈落的方法。當彌勒被奈落的瘴氣重傷而昏迷時，幫他吸取瘴氣轉移到自身淨化。
在漫畫47集與奈落的決戰，筋疲力盡的桔梗利用最後的靈力，將阿籬為了救自己而射出的箭改射向奈落，然而奈落的妖力最終戰勝了兩人的靈力。看著奄奄一息的桔梗，阿籬才知道，梓山之弓根本無法救助桔梗的傷，讓她去取弓只是希望她能夠拿到對付奈落最好的武器。而就在這天傍晚，夕陽火紅似血，阿楓望著夕陽，一股不祥之感由衷而生。而那天夜裡，她在犬夜叉的懷抱裡互訴心聲，並且對自責的犬夜叉輕道：你趕來了，這樣就夠了。桔梗一直以來「想當個普通的女人」的願望在此刻實現。之後其靈力留在四魂之玉的一線光芒轉移到珊瑚已故的弟弟琥珀身上，讓琥珀再次復活。  

## 人物關係
犬夜叉曾說過，桔梗是他第一个愛過的女人，也是很重要的女人。
就如她所說：「我的靈魂已經得到了救贖」；於是，在無數個星星綻放的夜晚，如犬夜叉說過的，桔梗會一直陪伴著大家，不會離去。
桔梗拯救過很多人，不管是生前死後。例如希望得到救贖的萬惡強盜、還是一直活在聖人陰霾中的白心上人，又或者是陷在親手殺害親人痛苦的琥珀，都因為她而得到了救贖。在與犬夜叉以及奈落無關事物下的桔梗，待人處事都與生前沒有兩樣，平時受到人民愛戴，尤其深受孩子們喜愛；最令人驚訝的是，最希望桔梗消失在這世界上的奈落，最終的願望居然是「想得到桔梗的心」。
桔梗也是枫奶奶的姐姐，是彼此唯一的家人，桔梗教導過楓許多知識，楓對桔梗相當崇拜，兩人經常一起遊歷各地。50年前，受了重傷的桔梗向小楓交代完後事即離去，直到楓姥姥年邁時桔梗復活而重逢，然而因楓總希望姐姐能盡早放下執念離開世界，姐妹倆在劇情中關係相當疏離，而在完結篇中解開了彼此的心結。

## 戰鬥能力
桔梗的武器大多都是就地取材，但是她本人比較偏愛大弓，目測弓的長度起碼跟桔梗的身高差不多。
　　武器：大弓、箭、雙手
　　式神：蝴蝶、飛鳥、死魂蟲、聖人
　　夥伴：琥珀
　　身體能力/能力：靈力100%、智力100%、眼力100%、生命力30%、爆發力100%、腕力100%
　　能看見來自彼方的使者(惡鬼)並加以驅除，跟天生牙的能力差不多，只是沒有天生牙強大。
　　技能：破魔之矢、封印之矢、靈力釋放、催眠、地形變動、召喚死魂蟲及式神、詛咒反彈、靈力反彈、去除邪氣、醫療知識、結界、結界無效化、幻影無效化、淨化、聚魔術……等等。
　　四魂值：荒魂100%、和魂100%、奇魂100%、幸魂100%